# Lijst van Nederlandse ministers van Sociale Zaken en Werkgelegenheid
De minister van Sociale Zaken en Werkgelegenheid staat aan het hoofd van het ministerie van Sociale Zaken en Werkgelegenheid. Het ministerie heeft tijdens zijn bestaan meerdere namen gehad.

## Bewindslieden sinds 1918
Sinds 1918 hebben onderstaande personen dit ambt in Nederland vervuld:
| Kabinet | Periode    | Sociale Zaken en Werkgelegenheid           | Partij | Partij    |
| --- | ---------- | ------------------------------------------ | ------ | --------- |
| kabinet-Schoof | 2024-heden | Eddy van Hijum                             |        | NSC       |
| kabinet-Rutte IV | 2022-2024  | Karien van Gennip                          |        | CDA       |
| kabinet-Rutte III | 2017-2022  | Wouter Koolmees                            |        | D66       |
| kabinet-Rutte II | 2012-2017  | Lodewijk Asscher                           |        | PvdA      |
| kabinet-Rutte I | 2010-2012  | Henk Kamp                                  |        | VVD       |
| kabinet-Balkenende IV | 2007-2010  | Piet Hein Donner                           |        | CDA       |
| kabinet-Balkenende III | 2006-2007  | Aart Jan de Geus                           |        | CDA       |
| kabinet-Balkenende II | 2003-2006  | Aart Jan de Geus                           |        | CDA       |
| kabinet-Balkenende I | 2002-2003  | Aart Jan de Geus                           |        | CDA       |
| kabinet-Kok II | 2000-2002  | Willem Vermeend                            |        | PvdA      |
| kabinet-Kok II | 1998-2000  | Klaas de Vries                             |        | PvdA      |
| kabinet-Kok I | 1994-1998  | Ad Melkert                                 |        | PvdA      |
| kabinet-Lubbers III | 1989-1994  | Bert de Vries                              |        | CDA       |
| kabinet-Lubbers II | 1987-1989  | Jan de Koning                              |        | CDA       |
| kabinet-Lubbers II | 1987       | Louw de Graaf                              |        | CDA       |
| kabinet-Lubbers II | 1986-1987  | Jan de Koning                              |        | CDA       |
| kabinet-Lubbers I | 1982-1986  | Jan de Koning                              |        | CDA       |
| kabinet-Van Agt III | 1982       | Louw de Graaf                              |        | CDA       |
| kabinet-Van Agt II | 1981-1982  | Joop den Uyl                               |        | PvdA      |
| vanaf 1981 minister van Sociale Zaken en Werkgelegenheid                                                                                 |            |                                            |        |           |
| Kabinet | Periode    | Sociale Zaken                              | Partij | Partij    |
| kabinet-Van Agt I | 1977-1981  | Wil Albeda                                 |        | CDA       |
| kabinet-Van Agt I | 1977-1981  | Wil Albeda                                 | ARP    |           |
| kabinet-Den Uyl | 1973-1977  | Jaap Boersma                               |        | ARP       |
| kabinet-Biesheuvel II | 1972-1973  | Jaap Boersma                               |        | ARP       |
| kabinet-Biesheuvel I | 1971-1972  | Jaap Boersma                               |        | ARP       |
| vanaf 1971 minister van Sociale Zaken Volksgezondheid werd in 1971 ondergebracht bij het ministerie van Volksgezondheid en Milieuhygiëne |            |                                            |        |           |
| Kabinet | Periode    | Sociale Zaken en Volksgezondheid           | Partij | Partij    |
| kabinet-De Jong | 1967-1971  | Bauke Roolvink                             |        | ARP       |
| kabinet-Zijlstra | 1966-1967  | Gerard Veldkamp                            |        | KVP       |
| kabinet-Cals | 1965-1966  | Gerard Veldkamp                            |        | KVP       |
| kabinet-Marijnen | 1963-1965  | Gerard Veldkamp                            |        | KVP       |
| kabinet-De Quay | 1961-1963  | Gerard Veldkamp                            |        | KVP       |
| kabinet-De Quay | 1961       | Victor Marijnen (wnd.)                     |        | KVP       |
| kabinet-De Quay | 1959-1961  | Charles van Rooy                           |        | KVP       |
| kabinet-Beel II | 1958-1959  | Louis Beel (wnd.)                          |        | KVP       |
| kabinet-Drees III | 1956-1958  | Ko Suurhoff                                |        | PvdA      |
| kabinet-Drees II | 1952-1956  | Ko Suurhoff                                |        | PvdA      |
| kabinet-Drees I | 1951-1952  | Dolf Joekes                                |        | PvdA      |
| vanaf 1951 minister van Sociale Zaken en Volksgezondheid                                                                                 |            |                                            |        |           |
| Kabinet | Periode    | Sociale Zaken                              | Partij | Partij    |
| kabinet-Drees-Van Schaik | 1948-1951  | Dolf Joekes                                |        | PvdA      |
| kabinet-Beel I | 1946-1948  | Willem Drees                               |        | PvdA      |
| kabinet-Schermerhorn-Drees | 1945-1946  | Willem Drees                               |        | PvdA      |
| kabinet-Schermerhorn-Drees | 1945-1946  | Willem Drees                               | SDAP   |           |
| kabinet-Gerbrandy III | 1945       | Frans Wijffels                             |        | RKSP      |
| kabinet-Gerbrandy II | 1941-1945  | Jan van den Tempel                         |        | SDAP      |
| kabinet-Gerbrandy I | 1940-1941  | Jan van den Tempel                         |        | SDAP      |
| kabinet-De Geer II | 1939-1940  | Jan van den Tempel                         |        | SDAP      |
| kabinet-Colijn V | 1939       | Marinus Damme                              |        | O, (lib.) |
| kabinet-Colijn IV | 1937-1939  | Carl Romme                                 |        | RKSP      |
| kabinet-Colijn III | 1935-1937  | Marcus Slingenberg                         |        | VDB       |
| kabinet-Colijn II | 1933-1935  | Jan Rudolph Slotemaker de Bruïne           |        | CHU       |
| vanaf 1933 minister van Sociale Zaken |            |                                            |        |           |
| Kabinet | Periode    | Economische Zaken en Arbeid                | Partij | Partij    |
| kabinet-Ruijs de Beerenbrouck III | 1929-1933  | Timotheus Josephus Verschuur               |        | RKSP      |
| vanaf 1932 minister van Economische Zaken en Arbeid                                                                                      |            |                                            |        |           |
| Kabinet | Periode    | Arbeid, Handel en Nijverheid               | Partij | Partij    |
| kabinet-Ruijs de Beerenbrouck III | 1929-1933  | Timotheus Josephus Verschuur               |        | RKSP      |
| kabinet-De Geer I | 1926-1929  | Jan Rudolph Slotemaker de Bruïne           |        | CHU       |
| kabinet-Colijn I | 1925-1926  | Dionysius Adrianus Petrus Norbertus Koolen |        | RKSP      |
| kabinet-Ruijs de Beerenbrouck II | 1923-1925  | Petrus Josephus Mattheüs Aalberse          |        | RKSP      |
| vanaf 1923 minister van Arbeid, Handel en Nijverheid                                                                                     |            |                                            |        |           |
| Kabinet | Periode    | Arbeid                                     | Partij | Partij    |
| kabinet-Ruijs de Beerenbrouck II | 1922       | Petrus Josephus Mattheüs Aalberse          |        | RKSP      |
| kabinet-Ruijs de Beerenbrouck I | 1918-1922  | Petrus Josephus Mattheüs Aalberse          |        | RKSP      |
| vanaf 1918 minister van Arbeid |            |                                            |        |           |

Minister-president · Algemene Zaken · Asiel en Migratie · Binnenlandse Zaken en Koninkrijksrelaties · Buitenlandse Zaken · Defensie · Economische Zaken · Financiën · Infrastructuur en Waterstaat · Justitie · Klimaat en Groene Groei · Landbouw, Visserij, Voedselzekerheid en Natuur · Onderwijs, Cultuur en Wetenschap · Sociale Zaken en Werkgelegenheid · Volksgezondheid, Welzijn en Sport · Volkshuisvesting en Ruimtelijke Ordening · zonder portefeuille

Voormalige ministeries: 

Eredienst